# Guise
Se även Huset Guise.
Guise är en stad i departementet Aisne i regionen Hauts-de-France i norra Frankrike.

## Demografi
Antalet invånare i kommunen Guise
| Referens: INSEE |